# David B.
David B., egentligen David Beauchard, född 9 februari 1959 i Nîmes, är en fransk serietecknare och författare. Han är känd bland annat för sin självbiografiska serie Epileptic (L'Ascension du Haut Mal) och som medgrundare av förlaget L'Association.